# هويل رينز
هويل رينز (بالإنجليزية: Howell Raines) هو صحفي أمريكي، ولد في 5 فبراير 1943 في برمنغهام في الولايات المتحدة.

## وصلات خارجية
- هويل رينز على موقع إن إن دي بي (الإنجليزية)